# عادل النعيمي
عادل عبد الله النعيمي (23 يناير 1980) لاعب كرة قدم بحريني سابق ومدرب حالياً. سبق أن لعب لصالح نادي الدرجة الأولى الرفاع البحريني في مركز الوسط المحوري من 1998 كما كان يجيد اللعب في مركز الوسط الأيسر.

## الإنجازات

### الرفاع
- الدوري البحريني الممتاز (4): 2000، 2003، 2005، 2014
- كأس ملك البحرين (1): 2010
- كأس ولي العهد (4): 2002، 2003، 2004، 2005
- كأس الاتحاد البحريني (2): 2001، 2004، 2014